# Ponta de agulha
|  |

| Animal (kg) | Arroba (@) | Média (kg) |
| 160         | 10         | 9,60       |
| 190         | 12         | 11,40      |
| 220         | 14         | 13,20      |
| 250         | 16         | 15,00      |

A Ponta de Agulha ou somente Costela é um tipo de corte de carne bovina. Está localizada entre a parte traseira e a dianteira do animal, representando aproximadamente 12,00 % do animal inteiro.

## Informação nutricional
| Valor calórico     | 218,70 kcal | 9%  |
| Carboidratos       | 1,15 g      | 0%  |
| Proteínas          | 21,43 g     | 43% |
| Gorduras totais    | 14,26 g     | 0%  |
| Gorduras saturadas | 6,28 g      | 25% |
| Colesterol         | 40,13 mg    | 13% |
| Fibras             | 0 g         | 0%  |
| Cálcio             | 37,77 mg    | 5%  |
| Ferro              | 1,30 mg     | 9%  |
| Sódio              | 63,12 mg    | 3%  |

Obs.: Valores diários em referência com base em uma dieta de 2.500 calorias por porção de 100g com referência para animais do Brasil.